# آیاکی
آیاکی (به لاتین: Aiaki) یک منطقهٔ مسکونی در کیریباتی است که در اونوتوآ واقع شده‌است. آیاکی ۷۷۷ نفر جمعیت دارد.